# Turista (film)
Turista (engl. The Tourist) je američki film, po žanru drama. Režiran od strane Floriana Grafa Henkela. Glavne uloge filma igraju Anđelina Džoli, Džoni Dep, Timoti Dalton. Film je napravljen kao rimejk francuskog filma Antoni Zimer iz 2005. godine. Film je produciran od strane kompanije GK Films, u saradnji sa produkcijom Sony Pictures Worldwide. Budžet filma iznosio je 100 miliona USD, dok je zaradio 278 miliona USD širom sveta.
Glavnu glumicu po imenu Elis Vard, koju tumači Anđelina Džoli seda po nagovoru njenog dečka u voz pored američkog turiste po imenu Frenk, koji izgledom podseća na njega, ali koji takođe biva igran od strane Džonija Depa. Ona mu izlaže slučaj kako nju već pune dve godine prati policija, čekajući momenat da ona kontaktira svog ljubavnika, koji je proneverio dva miliona dolara od jednog člana mafije.
Uprkos negativnim ocenama od strane kritičara, film je ostvario nominacije za 3 zlatna globusa, iako se nije utvrdilo da li film Turista spada u žanr komedije ili pak drame. Režiser filma  Florian Graf Henkel je na ovu konstataciju reagovao još nedorečenije, rekavši da film ne pripada niti jednom niti drugom, ali ako bi morao da bira, on bi izabrao komediju.

## Radnja filma
Glavnu glumicu po imenu Elis Vard, koju tumači Anđelina Džoli seda po nagovoru njenog dečka u voz pored američkog turiste po imenu Frenk, koji izgledom podseća na njega, ali koji takođe biva igran od strane Džonija Depa. Ona mu izlaže slučaj kako nju već pune dve godine prati policija, čekajući momenat da ona kontaktira svog ljubavnika, koji je proneverio dve milijarde dolara od jednog člana mafije. U vagonu ona odlučuje da sedne pored Frenka Tupole i otkriva mu planove koje želi da počini. Elise poziva Frenka da ostane kod nje u hotelu u Veneciji. Pirs ostavlja instrukcije Elisi da prisustvuje balu. Elis napušta Frenka, koga progone Šoovi ljudi. Dok pokušava da pobegne, Frenka je pritvorila italijanska policija. Korumpirani inspektor predaje ga Šaulovim ljudima na ulju. Elis spašava Frenka pre nego što je predan, vodeći Šaulove ljude na produženu jurnjavu kafu brodom, pre nego što konačno pobegne. Frenka na aerodromu ostavlja sa pasošem i novcem, tražeći ga da ode kući zbog sopstvene sigurnosti. Otkriveno je da je Elis tajni agent Skotlanda Larda, koji je bio suspendovan zbog svojih sumnjivih simpatija sa Pirsom. Ona se slaže da će učestvovati u žestokoj operaciji da bi se Pirs priveo pravdi. Kad Elis pokušava pronaći Pirsea, muškarac stavlja kovertu na njen sto i nestaje u gomili. Pokušava da ga prati, ali zaustavlja ga Frenk, koji tvrdi da je zaljubljen u nju i poziva je na ples. Nakon toga dolazi policija i odvodi Frenka u pritvor. Elis čita belešku i odlazi u svoj čamac Obje strane prati policija. Kad Elis biva uhvaćena, Šo je uzima za taoca, preteći joj da će joj naneti štetu ukoliko ne otkrije lokaciju skrivenog sefa u kojoj Pirs čuva ukradeni novac. Policija prati situaciju preko skrivenih kamera. Akšeson nekoliko puta odbija da dozvoli snajperima italijanske policije da intervenišu kako bi spasili Elis. Dok je policija zaokupljena nadgledanjem situacije, Frank beži i sukobljava se sa Šavom, tvrdeći da je Pirs i nudi da otvori sef ako Elis dozvoli da ode. Šav govori Frenku da otvori sef ili će ga Elis mučiti. Glavni inspektor Džouns stiže do policijske akcije, nadjačava Akšesona i naređuje snajperima da pucaju, ubivši Šava i njegove ljude. Na Elisino očito zadovoljstvo, Džouns podiže ogibljenje i puca u nju. Akšeson dobija poruku da je Pirs pronađen u blizini. Po dolasku saznaje da je policija privela Engleza. Muškarac kaže da je samo turista, koji plaćen da sledi uputstva i da nije Pirs. Elis kaže Frenku da ga voli, ali ona takođe voli Pirsa. Frenk otvara sef unoseći ispravan kod, otkrivajući da je sve vreme bio Aleksandar Pirs.
Kada se policija vrati i otvori sef, nađu jedan ček za 744 miliona funti. Akšeson se priprema za istragu Pirsa, ali pošto se porezi sada plaćeni, Džouns zatvara slučaj. Pirs i Elis otplovljavaju zajedno.<b1r />

## Uloge
- Anđelina Džoli[1] kao Elis Vard
- Džoni Dep[2] kao Frenk Tupelo
- Pol Betani kao inspektor Džon Akšeson
- Rufus Suel kao Englez
- Timoti Dalton kao glavni inspektor Džouns
- Stiven Berkof kao Redžinald Šou
- Mark Ručman kao Brigadier Kajiser
- Igor Žižikin kao Virginski
- Alek Jugtof kao Fedka
- Alesio Boni kao Narednik Čerato

## Nagrade
Film Turista nominovan je za tri nagrade "Zlatni Globus" u kategoriji najbolji mjuzikl ili komedija. Glavni glumac Džoni Dep koji tumači lik Frenka Tupela je nominovan u kategoriji "Najbolji glumac u mjuziklu ili komediji", Anđelina Džoli u kategoriji "Najbolja glumica u mjuziklu ili komediji" i film Turista za nagradu "Najbolja slika". Film je takođe osvojio nagrade na takmičenju Teen Choice Awards, gde su glumci filma Džoni Dep i Anđelina Džoli osvojili nagradu za najboljeg glumca to jest najbolju glumicu. Film je takođe odneo pobedu na ASCAP Awards 2011. godine u kategoriji Top Box Office Films.

## Spoljašnje veze
- Zvanični veb-sajt
- Turista на веб-сајту  (језик: енглески)
- Turista на веб-сајту  (језик: енглески)
- Turista на веб-сајту  (језик: енглески)
- на веб-сајту  (језик: енглески)